# Carlos Eduardo Salazar
Carlos Eduardo Salazar Paz (Cali, Valle del Cauca, Colombia; 1 de julio de 1981) es un futbolista colombiano. Juega de mediocampista y su equipo actual es el Universitario de Popayán de la Categoría Primera B.

## Trayectoria
Realizó su debut con Deportivo Cali en el año 2000 de la mano del director técnico José Eugenio Hernández. En 2002 es cedido al Deportivo Pasto y en 2004 al Cortuluá. Para el 2005 se convierte en refuerzo del Atlético Bucaramanga, donde anotaría 4 goles en 16 partidos disputados. A mediados de ese año ficha por el Deportivo Pereira. 
En 2006 ficha por el Alajuelense de Costa Rica, como petición expresa de José Eugenio Hernández, técnico que lo debutó profesionalmente en Deportivo Cali. Al año siguiente regresa a Deportivo Pasto, donde tiene un paso breve. Ese mismo año parte al fútbol venezolano para vestir los colores del Zamora Fútbol Club, en este club disputó 23 juegos y anotó 6 goles.
El 1 de febrero de 2008 ficha por Colo-Colo de Chile, en sustitución de su compatriotas Giovanni Hernández. En este club debutó ante la Universidad de Concepción, anotando el único gol del partido al minuto 42 y siendo sustituido al 46 por José Pedro Fuenzalida. También disputó la Copa Libertadores 2008 con el cuadro cacique, donde debutó en la derrota por 0-3 ante Atlas de Guadalajara en el Estadio Jalisco.
Entre 2008 y 2009 jugaría con Atlético Huila, donde solamente pudo hacer un gol en los dieciséis juegos que disputó. En 2009 fichó por Mes Rafsanjan y en 2011 por Mes Kerman, ambos de Irán. Posteriormente, regresa a Deportivo Pereira, pero no tuvo el mejor desenvolvimiento.  A consecuencia de ello, a mediados de 2012 se va al Tauro FC de Panamá. 
En 2014 ficha por los Fort Lauderdale Strikers de la North American Soccer League, teniendo un buen rendimiento. Para mediados de 2014 regresa a Colombia para jugar con el Unión Magdalena. El 18 de diciembre de 2015 es confirmado su fichaje por el Juticalpa F.C.

## Clubes
| Club                     | País           | Año           |
| ------------------------ | -------------- | ------------- |
| Deportivo Cali           | Colombia       | 2000 - 2002   |
| Deportivo Pasto          | Colombia       | 2002 - 2003   |
| Deportivo Cali           | Colombia       | 2003          |
| Cortuluá                 | Colombia       | 2004          |
| Deportivo Cali           | Colombia       | 2004          |
| Atlético Bucaramanga     | Colombia       | 2005          |
| Deportivo Pereira        | Colombia       | 2005 - 2006   |
| Alajuelense              | Costa Rica     | 2006          |
| Deportivo Pasto          | Colombia       | 2007          |
| Zamora F.C.              | Venezuela      | 2007          |
| Colo-Colo                | Chile          | 2008          |
| Atlético Huila           | Colombia       | 2008 - 2009   |
| Mes Rafsanjan            | Irán           | 2009 - 2010   |
| Mes Kerman               | Irán           | 2011          |
| Deportivo Pereira        | Colombia       | 2012          |
| Tauro FC                 | Panamá         | 2012 - 2013   |
| Fort Lauderdale Strikers | Estados Unidos | 2014          |
| Unión Magdalena          | Colombia       | 2014-2015     |
| Juticalpa                | Honduras       | 2016          |
| Universitario            | Colombia       | 2017-presente |

## Palmarés

### Campeonatos nacionales
| Título               | Club            | País     | Año  |
| -------------------- | --------------- | -------- | ---- |
| Clausura del Ascenso | Alianza Becerra | Honduras | 2016 |